# Phrygionis cerussaria
Phrygionis cerussaria là một loài bướm đêm trong họ Geometridae.